# (200131) 1997 UC6
(200131) 1997 UC6 es un asteroide perteneciente al cinturón de asteroides, descubierto el 23 de octubre de 1997 por el equipo del Spacewatch desde el Observatorio Nacional de Kitt Peak, Arizona, Estados Unidos.

## Designación y nombre
Designado provisionalmente como 1997 UC6.

## Características orbitales
1997 UC6 está situado a una distancia media del Sol de 2,334 ua, pudiendo alejarse hasta 2,535 ua y acercarse hasta 2,133 ua. Su excentricidad es 0,086 y la inclinación orbital 6,733 grados. Emplea 1302,92 días en completar una órbita alrededor del Sol.

## Características físicas
La magnitud absoluta de 1997 UC6 es 17,4.